# Opisthorchiidae
Die Opisthorchiidae sind eine Familie der digenen Saugwürmer. Sie sind weltweit verbreitet, einige Arten wie der Chinesische Leberegel, Opisthorchis viverrini und der Katzenleberegel spielen auch als Parasiten des Menschen eine Rolle. Als Endwirte dienen aber alle Wirbeltierklassen, die meisten Vertreter der Familie parasitieren bei fischfressenden Vögeln. Der Bauchsaugnapf der Adulten liegt in der Bauchmitte. Die Redien haben keine Anhänge. Der Schwanz der Zerkarien ist ungegabelt. Ein Receptaculum seminis ist ausgebildet, ein Cirrus und Cirrussack fehlen.
Der Lebenszyklus umfasst einen doppelten Wirtswechsel mit zwei Zwischenwirten. Erster Zwischenwirt sind Lungen- oder Vorderkiemerschnecken. Sie nehmen die vom Endwirt mit dem Kot ausgeschiedenen Eier auf. Die Eier sind 21 bis 100 μm lang und 10 bis 120 μm breit, in der Regel bedeckelt und gelblich oder bräunlich. Sie können leicht mit den Eiern von Saugwürmern der Familie Heterophyidae verwechselt werden. Bei der Ausscheidung der Eier sind in diesen bereits die Wimpernlarven entwickelt, sie schlüpfen aber erst wenn das Ei vom ersten Zwischenwirt aufgenommen wird. Im Darm der Schnecke erfolgt die weitere Entwicklung zur Sporozyste und schließlich zu den Redien. Aus den Redien entwickeln sich die Zerkarie, welche im Wasser aktiv den zweiten Zwischenwirt (Fische) aufsuchen. Hier heften sie sich mit dem Saugnapf an und werfen ihren Schwanz ab. Sie bilden unter den Schuppen oder in der Muskulatur Zysten. In diesen entsteht das letzte Larvenstadium, die Metazerkarie. Sie wird vom Endwirt mit dem Fisch aufgenommen und entwickelt sich in der Leber zum Adulten. Hierher gelangen sie entweder auf dem Blutweg oder über den Gallengang.

## Systematik
Aufgrund der Wirtswechsel und mehrerer Larvenstadien ist die Systematik der Familie nicht abschließend geklärt, nicht einmal ob sich die morphologischen Merkmale der Adulten oder die der Larven besser dafür eignen. Die umfassendste Analyse der Familie legte Yamaguti 1971 vor. Er unterscheidet 13 Unterfamilien, einige enthalten aber nur eine Gattung:
- Allogomtiotrematinae (Gupta, 1955) Yamaguti, 1958
  - Allogomtiotrema Yamaguti, 1958
  - Satyapalia Lakshminarayana & Hafeezullah, 1974
- Apophallinae Yamaguti, 1958
  - Apophallus Lühe, 1909
  - Liliatrema Gubanov, 1953
  - Pricetrema Ciurea, 1933
- Delphinicolinae Yamaguti, 1933
  - Delphinicola Yamaguti, 1933
- Diasiellinae Yamaguti, 1958
  - Diasiella Travassos, 1949
- Metorchiinae Lühe, 1909
  - Cladocystis Poche, 1926
  - Holometra Looss, 1899
  - Metorchis Looss, 1899
  - Parametorchis Skrjabin, 1913
- Oesophagicolinae Yamaguti, 1933
  - Oesophagicola Yamaguti, 1933
- Opisthorchiinae Looss, 1899
  - Amphimerus Barker, 1911
  - Clonorchis Looss, 1907
  - Cyclorchis Lühe, 1908
  - Erschoviorchis Skrjabin, 1945
  - Euamphimerus Yamaguti, 1941
  - Gomtia Thapar, 1930
  - Nigerina Baugh, 1958
  - Opisthorchis Blanchard, 1895
  - Paropisthorchis Stephens, 1912
  - Thaparotrema Gupta, 1955
  - Trionychotrema Jin & Zhang, 1981
- Pachytrematinae (Railliet, 1919) Ejsmont, 1931
  - Pachytrema Looss, 1907
- Plotnikoviinae (Skrjabin, 1945) Skrjabin et Petrov, 1950
  - Plotnikovia Skrjabin, 1945
- Pseudamphimerinae Skrjabin & Petrov, 1950
  - Pseudamphimerus Gower, 1940
- Pseudamphistominae Yamaguti, 1958
  - Pseudamphistomum Lühe, 1908
- Ratziinae (Dollfus, 1929) Price, 1940
  - Ratzia Poche, 1926
- Tubangorchiinae Yamaguti, 1958
  - Tubangorchis Skrjabin, 1944